# Camila Espinoza
Pour les articles homonymes, voir Espinoza.
Camila Lilette Espinoza Bustos (Valparaíso, 16 mars 1993) est une journaliste, animatrice chilienne et mannequin.

## Biographie
Élue Miss Chili, elle est choisie le 24 mai 2019, modèle de Miss Grand Chili 2019, en compétition dans le concours Miss Grand de 2019, à Santiago, Chili, le 24 mai 2019.
En route pour la dernière épreuve de Miss Chili 2019, elle est sélectionnée comme l'une des journalistes de Mega, et aussi pour un journal Meganoticias.